# Personaggi di Preacher
Qui sono elencati i personaggi della serie a fumetti Preacher, creata dallo scrittore Garth Ennis e dal disegnatore Steve Dillon, pubblicata dalla DC Comics sotto l'etichetta Vertigo, con copertine disegnate da Glenn Fabry. Compaiono anche nella serie televisiva derivata Preacher.

## Jesse Custer
Jesse Custer è il protagonista della serie Preacher.
Ha la capacità di far fare a chiunque ciò che vuole, tramite la "Parola di Dio".
Nella serie televisiva è interpretato da Dominic Cooper e doppiato in italiano da Ruggero Andreozzi.
Il sito web IGN ha inserito Jesse Custer alla 34ª posizione nella classifica dei cento maggiori eroi della storia dei fumetti, dopo Nick Fury e prima del Giudice Dredd.

### Infanzia
È figlio di John Custer, un Marine reduce del Vietnam, e Christine l'Angelle, una giovane scappata di casa. I suoi genitori si conobbero non appena John tornò negli States e, tra i manifestanti che gli sputarono addosso, vi era anche Christine; dispiaciuta per il suo comportamento, si scusò col ragazzo e in men che non si dica i due s'innamorarono e si sposarono; un anno dopo nacque Jesse.
La famigliola si trasferì a Laredo, dove John manteneva i suoi cari lavorando in un bar.
Jesse trascorse i primi anni della sua infanzia coccolato dall'amore dei suoi genitori e guardando i film di John Wayne, indiscusso idolo suo e di suo padre.
La loro armonia venne distrutta dall'arrivo degli psicopatici Jody e TC, che rintracciarono Christine allo scopo di riportarla a casa. I due rapirono i Custer e li portarono al cospetto della madre di Christine, Marie l'Angelle, che li costrinse a vivere nella sua tenuta (Angelville) rispettando le loro regole basate su una morbosa disciplina religiosa, pena la morte.
Jesse studiò in casa sotto la guida di sua madre, alternando gli studi scolastici con quelli della Bibbia. Suo padre John non si rassegnò e, quando Jesse aveva cinque anni tentò di scappare dalla villa-prigione, non prima di avere detto all'amato figliolo "Sii uno dei buoni... perché di cattivi ce ne sono troppi al mondo" cosa che Jesse ricorderà per tutta la vita; difatti quelle furono le ultime parole che il ragazzo sentirà dal padre, che verrà ucciso sotto i suoi occhi da Jody. Quello fu l'ultimo giorno in cui Jesse Custer pianse.
Costretto a vivere ad Angelville le sue uniche concessioni furono la TV e l'amicizia con Billy-Bob, un ragazzo di campagna con un occhio solo, malformazione dovuta all'essere figlio di consanguinei; la sua famiglia, infatti, pratica rapporti incestuosi da generazioni.
Fu in questo periodo, appena dopo la morte di suo padre che Jesse iniziò a comunicare con John Wayne, che si manifestava al ragazzo sotto forma di uno spirito-guida che solo lui poteva vedere e sentire.
Lo spettro del leggendario cowboy fu indispensabile per la sanità mentale del ragazzo, quando Jesse venne rinchiuso nella "bara" e sommerso sott'acqua per una settimana; questa fu la sua punizione impostagli da sua nonna quando lo sentì imprecare contro Jody quando questi uccise il suo cagnolino Duke; sua madre si cercò di opporre, ma nonna l'Angelle la fece uccidere da Jody.
Wayne parlò al ragazzo durante la sua prigione subacquea, incoraggiandolo a tenere duro e ad essere coraggioso. All'uscita dalla bara, saputo della morte di sua madre, il piccolo Jesse seguì la volontà della nonna e abbracciò il Signore.
Alcuni anni dopo, all'età di diciassette anni, Jesse scappò di casa, come sua madre prima di lui, quando vide morire il suo amico Billy Bob sotto i suoi occhi; il ragazzo, che dormiva nel fienile per ripararsi dalla pioggia della sera prima, fu suo malgrado testimone del rapporto che TC ebbe con una gallina; quando scoprì di essere spiato, il disgutoso campagnolo tagliò la gola dell'involontario testimone, suscitando l'ira di Jesse; dopo aver pestato TC, Jesse si trovò davanti il forzuto Jody, verso il quale provava un odio indescrivibile: Jody però era più forte e dopo avergli spezzato un braccio lo rinchiuse nuovamente nella bara, stavolta per due settimane, al termine delle quali Jesse trovò la forza di fuggire in autostop da Angelville.

### Dopo Angelville
Jesse scappò in città e si mantenne come meccanico; un paio d'anni dopo conobbe Tulip O'Hare, colei che diverrà il grande amore della sua vita. Jesse e Tulip si dedicarono ai furti d'auto e cominciarono a vagare di città in città; trascorsero un anno e mezzo di felicità e spensieratezza, amandosi con passione, quando, arrivati a Phoenix, Jesse venne rintracciato da Jody e TC; per salvare la vita di Tulip, Jesse tornò con loro ad Angelville, senza dare una spiegazione alla sua ragazza, dove si arrese e si piegò alla volontà di sua nonna, divenendo un reverendo di una chiesa in un piccolo paesino del Texas. Jesse venne abbandonato dallo spirito di John Wayne, che lo accusava di avere mollato, e cadde nell'alcolismo.
Dopo aver assistito allo spettacolo del comico Bill Hicks, si recò nel bar del paese dove cominciò a offendere tutti i cittadini e a rivelare pubblicamente i loro "scheletri nell'armadio" suscitando la loro ira e subendo un brutto pestaggio.
La domenica dopo, durante il suo sermone, con la chiesa piena di cittadini curiosi di vedere come si sarebbe comportato dopo la scenata della sera prima, Jesse venne posseduto da uno spirito metà angelico e metà demoniaco: Genesis

### Genesis
Genesis era infatti uno spirito in fuga dal paradiso, dove era stato tenuto prigioniero in quanto ritenuto troppo pericoloso; infatti, essendo figlio di un angelo del paradiso e di una diavolessa infernale, era composto da pura bontà e pura malvagità, e ciò lo rendeva potente quanto Dio stesso. Genesis si fuse con l'anima di Custer quel giorno, provocando un incendio che uccise tutti i presenti in chiesa.
Per una fortuita coincidenza Jesse fu soccorso proprio da Tulip, in fuga dalla legge, aiutata dall'ironico irlandese chiamato Cassidy; quando accorse la polizia locale, Jesse scoprì di avere il potere della Parola di Dio ovvero la capacità di far fare a chiunque qualunque cosa Jesse ordini. Dopo essere venuti a conoscenza della vera natura di Genesis da un angelo del paradiso in persona, Jesse scoprì che Dio in persona era fuggito dal paradiso nascondendosi sulla terra; decise allora, accompagnato da Tulip e Cassidy (il quale in realtà è un vampiro di quasi cento anni), e riconciliatosi con lo spirito di John Wayne, di andare alla ricerca di Dio, per scoprire i motivi per il quale ha mollato e abbandonato gli uomini al loro destino.
Nel loro cammino i tre amici affronteranno diverse insidie e molti pericoli, su tutti l'organizzazione segreta chiamata il Graal che da secoli custodisce il segreto della dinastia segreta di Gesù Cristo. Il comandante di tale organizzazione, Herr Starr, ha deciso di realizzare l'Armageddon sulla terra, scatenando un conflitto mondiale, dopo il quale darà all'umanità un nuovo messia al quale inchinarsi e obbedire; il vero messia però, è un ragazzo ritardato a causa del rapporto incestuoso con i quali i suoi genitori lo concepirono, e nei piani di Starr verrebbe sostituito proprio da Jesse Custer, colui che ha il potere della Parola di Dio.
Jesse cerca di recuperare le memorie di Genesis tramite alcuni riti vudù e col l'assunzione del Peyote, grazie ai quali spera di ottenere informazioni che lo aiuteranno nella sua ricerca.
Mentre si trovava nel deserto dell'Arizona con il Santo degli Assassini, i due vennero attaccati da Herr Starr che, per distruggere il Santo, fece detonare una bomba atomica in pieno deserto: Jesse, in compagnia di Tulip e Cassidy, era in volo su di un aereo ma, a causa dell'onda d'urto, cadde e precipitò nel vuoto: utilizzò la Parola su Cassidy, ordinandogli di lasciare andare la sua mano, per impedire che l'amico morisse con lui nel tentativo di salvargli la vita, .
Jesse si salvò miracolosamente e, a parte la perdita dell'occhio sinistro, rimase misteriosamente illeso. Venne curato da Johnny Lee Wombat, un eremita che viveva nel deserto dopo essere stato respinto dall'aeronautica; un mese dopo, una volta essersi ripreso andò verso la città di Phoenix, dove era convinto che avrebbe ritrovato l'amata Tulip, ma con suo stupore la sorprese a baciarsi col suo miglior amico Cassidy.
Convinto (a torto) che i due lo avessero dimenticato, si diresse verso la cittadina di Salvation, in Texas, dove in breve tempo divenne sceriffo; qui Jesse ritrovò la sua vecchia amica Lorie (sorella "monocola" del suo vecchio amico Billy Bob), che conviveva con un'anziana signora di nome Jodie, che in realtà altri non è che Christine, la madre di Jesse. Riabbracciato la madre creduta morta per decenni, Jesse decise di restare a Salvation per difenderla dalle prepotenze del ricco imprenditore Odin Quincannon e degli affiliati del Ku Klux Klan.

### Dopo Salvation
Una volta messo ordine nella cittadina, Jesse ha salutato sua madre ed è partito alla ricerca della sua amata Tulip, con l'intenzione di riconquistarla. Dopo aver ingerito del peyote, ricorda finalmente di come fu Dio a salvarlo dalla caduta dall'aereo e di come ha avuto una disputa con lui che gli è costata l'occhio, privatogli dall'Altissimo con un morso.
Recatosi a New York, nell'appartamento di Amy, la più cara amica di Tulip, scopre con gioia che la ragazza è già lì ad aspettarlo. Finalmente riunita, la coppia decide di affrontare insieme qualunque insidia nella loro ricerca verso Dio.

## Cassidy
Cassidy, il cui nome completo è Proinsias Cassidy, è un vampiro irlandese. 
Nella serie televisiva è interpretato da Joe Gilgun e doppiato in italiano da Alessandro Maria D'Errico.
Cassidy si unisce ai Volontari irlandesi e prende parte al Risorgimento pasquale nel 1916, sebbene anche suo fratello William (Billy) si unisca per sorvegliarlo. Billy alla fine costringe Cassidy a disertare l'esercito a causa del suo imminente fallimento, e Cassidy viene presto morso da una "strega", che sembra lasciare ferite fatali, il suo corpo cade nell'acqua, e presto scopre che non sta soccombendo alle ferite e che il sole brucia la sua pelle, inizia a indossare occhiali da sole per nascondere gli occhi, che ora sono rossi sangue come parte della sua trasformazione in un vampiro, decide di recarsi negli Stati Uniti in modo che la sua famiglia e gli altri soldati credano che sia morto, vive negli Stati Uniti, raccoglie problemi di alcol e droga e addirittura arriva fino al prostituirsi per le droghe.
Tutto il precedente è rivelato a Jesse in cima all'Empire State Building a New York City . Ciò che lascia fuori è che le sue dipendenze lo rendono parassitario e irresponsabile (in un certo senso, rendendolo un vampiro figurativo oltre che letterale), causando danni e morte a coloro che lo circondano quando li abbandona alle circostanze che ha messo in moto. Mostrando ripetutamente una notevole mancanza di lungimiranza, molte donne con cui vive e sopravvive nel corso degli anni finiscono per essere gravemente ferite, irrimediabilmente drogate o morte. Dopo aver ottenuto la fidanzata di un suo amico ucciso durante l'arco della storia di "Dixie Fried", Xavier, che è un sacerdote Voodoo, dice "Onestamente non credo che sia un uomo malvagio, solo incurante, senza pensieri e terribilmente debole."
Alla fine incontra Tulip O'Hare e Jesse Custer. Cassidy stringe una forte amicizia con Jesse e alla fine si innamora di Tulip, anche se non contraccambia i sentimenti. Lotta costantemente con le sue dipendenze e i suoi sentimenti per Tulip, anche se dopo aver creduto che Jesse fosse morto, sia lui che Tulip prendono droghe pesanti e alcol e iniziano una relazione sessuale. Dopo essersi ricongiunto con Jesse, gli viene detto che Jesse non vuole più avere niente a che fare con lui dopo aver scoperto della sua storia, sebbene i due accettino di incontrarsi ancora una volta. Si affrontano in una rissa che l'abilità di Jesse gli permette facilmente di dominare, mentre continua a rimproverare Cassidy. Quando Cassidy finalmente accetta i suoi fallimenti e inizia, come dice Jesse, "comportandosi come un uomo", Jesse prende la mano di Cassidy nel perdono. Cassidy lo dimostra "
Una volta che Jesse viene ucciso dal Graal, viene rivelato che Cassidy ha fatto un accordo con Dio ore prima del suo confronto con Jesse; avrebbe battuto Jesse fino al punto di arrendersi e permettere che Genesis fosse distrutta. In cambio, Dio deve permettere a Jesse e Cassidy di vivere. Nonostante gli eventi non pianificano, Dio mantiene la sua parola. Jesse è rianimato e va in cerca di Tulip, mentre Cassidy osserva il suo primo tramonto da anni come un essere umano, quindi si allontana con l'impegno di comportarsi come un uomo.
Cassidy ha una forza e una velocità sovrumane che possono facilmente strappare gli umani normali, sebbene non abbia un allenamento formale, permettendo a Jesse di batterlo facilmente senza subire ferite (tranne uno sterno rotto che si è verificato quando Cassidy ha offerto la sua mano in amicizia e poi succhiatoJesse). Cassidy può sopravvivere a qualsiasi ferita fisica anche se sente il pieno dolore associato alla ferita. Può guarire in modo sovrumano in fretta e bere sangue gli consente di accelerare il processo. L'unica cosa che può ucciderlo è essere direttamente alla luce del sole per un periodo di tempo, anche se può sopportare l'esposizione indiretta con disagio. Sebbene Cassidy abbia bisogno di sangue per sostenersi, non ha bisogno di sangue umano o addirittura fresco, preferendo invece il gusto della birra o del whisky. Generalmente beve sangue da esseri umani vivi solo se lo minacciano.
Nella serie televisiva, a differenza dei fumetti, di solito appare senza i suoi occhiali da sole di marca.

## Tulip O'Hare
Tulip O'Hare è uno dei personaggi principali della serie.
Nella serie televisiva è interpretata da Ruth Negga e doppiata in italiano da Maddalena Vadacca.
È l'unica figlia di Jake O'Hare, che l'ha cresciuta come un maschio, forte e indipendente, coltivando nella bambina la passione per le armi fin dalla più tenera età; purtroppo, la sua personalità così unica la fece crescere isolata dagli altri bambini. All'età di tredici anni suo padre morì in un incidente di caccia, e la ragazza fu mandata in un collegio; lì conobbe Amy, la sua prima e più grande amica.
Qualche anno dopo, Tulip ed Amy vennero invitate ad una festa, dove Amy fu quasi violentata da alcuni ragazzi che approfittarono del suo stato d'ebrezza; fu Tulip a salvarla, sfondando la camera con l'auto di Amy e sparando col fucile che la ragazza teneva sotto il sedile per protezione; questo evento le legò ancora di più, tant'è che, con i soldi ereditati da Amy, le due ragazze si regalarono un anno "on the road" fra gli Stati Uniti d'America.
Fu durante uno di questi viaggi, mentre erano in Texas, che Tulip conobbe Jesse Custer, del quale s'innamorò perdutamente.
Jesse e Tulip cominciarono a girare per gli Stati Uniti d'America mantenendosi con i furti d'auto.
Tulip è stata la ragazza di Jesse Custer fin quando egli non venne rapito dagli scagnozzi di Angelville, abbandonando la ragazza, ignara di tutto, da sola a Phoenix; per molti anni Tulip provò rancore per Jesse, non sapendo di come questi, in realtà, fosse tenuto prigioniero dall'odiata nonna.
Tulip vagabondò per alcuni anni, fino a che non cadde nell'alcolismo; riuscì a disintossicarsi in una clinica, che pagò coi soldi presi in prestito da un piccolo boss mafioso.
La ragazza sapeva maneggiare molto bene le armi da fuoco, e per sdebitarsi si fece ingaggiare come sicaria per ammazzare un altro boss; ma al momento dell'esecuzione si fece prendere dall'emozione e sbaglió il colpo, facendosi inseguire dalle guardie del corpo del suo bersaglio; Tulip incontró Cassidy casualmente mentre fuggiva dal mafioso, ed entrambi poi incontreranno Custer lungo la strada.
Tulip decise di rimanere con Jesse (che nel frattempo era stato posseduto dall'angelo/demone Genesis, e aveva così ottenuto strani poteri e cominciato la sua ricerca di Dio, colpevole di aver abbandonato il paradiso), per scoprire il perché della sua fuga anni addietro, ed insieme a lui vennero rapiti da Jody e TC, i sicari della nonna di Custer, e portati ad Angelville; qui Tulip venne uccisa da Jody, che le sparò in testa, ma resuscitata da Dio in persona, con l'intento di far desistere Jesse dalla sua ricerca.
Dopo aver scoperto a cosa era dovuta la scomparsa di Jesse, i due si rimisero insieme.
Dopo che Jesse e Cassidy tornarono dalla Francia (dopo il loro primo scontro con l'organizzazione di Herr Starr) il vampiro le confessa di essersi innamorato di lei, cosa che la metterà in crisi per un po'.
Durante un viaggio a New Orleans, Tulip viene a conoscenza di alcuni avvenimenti sul passato di Cassidy che le fanno detestare l'irlandese ancora di più.
Cadde in totale depressione quando Jesse precipitó dall'aereo con il quale stavano scappando dall'ennesimo scontro con Starr e, credendolo morto, non trova altre ragioni per vivere.
Cassidy approfitta della scomparsa di Jesse per sedurla riuscendo in parte nell'intento, approfittando del suo stato confusionale dovuto ad alcol e pillole.
La ragazza però dopo alcuni mesi ritornó in sé, e abbandonando Cassidy, tornó dalla sua amica Amy, che ha una sorpresa per lei: Jesse è vivo, non è morto, e sta tornando da lei: finalmente i due innamorati si ritrovano, rinnovando il loro amore.

## Herr Starr
Herr Starr (nella serie televisiva, il suo nome è dato come Klaus Helm Starr) era un ex agente antiterrorismo tedesco e membro del Graal. 
Nella serie televisiva è interpretato da Pip Torrens e doppiato in italiano da Claudio Moneta.
Durante i suoi anni di scuola, un gruppo di cinque bulli lo bersagliava perché era il figlio di un militare britannico. Questo alla fine ha portato ad un attacco in cui i ragazzi hanno dato "una stella per Starr" usando una bottiglia rotta per intagliare cinque linee frastagliate attorno all'occhio destro, che è stato poi accecato. Lo stress dell'evento ha causato la caduta dei capelli e la sua voce diventare dura e grattugiata, a causa delle sue urla durante l'incidente. Alla fine si dedicò alla creazione di un ordine nel mondo, e iniziò uccidendo i suoi aggressori - tutti morirono prima che Starr compisse dieci anni. In seguito si unì all'unità antiterrorismo tedesca GSG 9, ed eccelleva in tutte le aree di addestramento. Ha mostrato l'iniziativa cruciale per il suo futuro impiego quando ha sconfitto il suo tutor di combattimento ravvicinato (un sadico che si è divertito a picchiare nuove reclute) sparandogli nelle gambe all'inizio di una sessione di allenamento. Di conseguenza, non era abile nel combattimento senza armi degli altri agenti del Graal, sebbene la sua spiegazione fosse che "non aveva intenzione di essere mai disarmato".
Starr fu reclutato dal Graal e rapidamente salì al grado di "Sacro boia", il capo dell'esercito privato del Graal noto come "Unità di Sansone". Come tale era responsabile solo per il leader formale del Graal, "Allfather" D'Aronique, e in definitiva per il Consiglio d'Elite a Le Saint Marie (che era il potere dietro il trono). Dal 1982 in poi, ha addestrato ogni uomo Sansone nel Graal. Alla fine Starr decise che i motivi del Graal erano imperfetti perché pianificarono ogni cosa intorno al loro orribile Messia. Ha reclutato due subordinati del Graal, Lara Featherstone e F.J. Hoover, per assisterlo nella sua "cospirazione all'interno di una cospirazione".
Quando apprende di Jesse Custer e del suo potere di "La Parola", Starr conclude che è il candidato perfetto per un Messia alternativo e prevede di usare Custer nel suo piano per rovesciare la leadership del Graal. Sebbene Custer si rifiuti di partecipare alla trama, Starr procede indipendentemente dal suo colpo di stato. Starr distrugge il Masada, il quartier generale pesantemente fortificato del Graal, spazzando via circa il 90% dell'unità "Sansone" del Graal (personale militare), e uccidendo molte delle sue figure chiave, tra cui Allfather D'Aronique e il macabro accoppiamento di fratelli germani discendenti di Gesù In seguito, la maggior parte delle forze del Samson del Graal muoiono durante la missione di Starr di uccidere Jesse Custer a Monument Valley, Utah, quando una bomba nucleare esplode in un fallito tentativo di uccidere l'invulnerabile Santo di Killers.
Avendo assassinato la sua strada per la posizione di Allfather, Starr consolida ulteriormente il suo controllo sconfiggendo il geniale Eisenstein, l'ultima vera minaccia dall'interno dell'organizzazione. Con una mossa finale, persuade il suo più fedele subordinato nella forza di Sansone, Capitano Gander, che il Consiglio d'Elite del Graal è responsabile dei suoi stessi fallimenti; Gander liquida i sette uomini del Consiglio nel loro luogo di raccolta a Le Saint Marie con il cloro, lasciando a Starr un controllo incontrastato. Tuttavia, la sua vendetta contro Custer lo ha lasciato sfregiato e smembrato, e il suo continuo spreco di risorse del Graal lascia l'organizzazione ridotta a un frammento inefficace del suo io precedente. Starr, insieme al capitano Gander e gli ultimi membri rimasti del Graal fedeli a lui, vengono uccisi da Tulip O'Hare.
Herr Starr è caratterizzato come estremamente spietato e determinato, come dimostra il suo retroscena e la continua ricerca dei suoi obiettivi, qualunque essi siano. È anche un pervertito sessuale, che trova piacere in cose come urinare nelle bocche delle prostitute, costringendole a infilare la testa nelle toilette mentre sta eiaculando e mangiando un pesce sega inserito nel suo retto. È implicito che queste abitudini diventano sempre più pervertite nel corso della storia a causa del suo stupro. Mentre la storia progredisce, lentamente scende più in profondità sia nella rabbia che nella pazzia (anche girando un rapporto dell'agente Hoover a causa dell'uso scorretto della grammatica e delle virgolette) e perverte l'esercito privato del Graal in una task force personale incaricata di uccidere Custer, che vede come la causa di tutti i suoi mali.
Durante il corso della serie, Starr subisce varie ferite umilianti che mostrano la portata della sua determinazione verso il suo obiettivo di dominio globale. Viene violentato da una prostituta di sesso maschile, l'orecchio sinistro viene colpito da Tulip, e Jesse taglia uno squarcio sulla sua testa, facendolo assomigliare a un pene (passa il resto della serie a nascondere la cicatrice con un cappello di Panama). È catturato da treredneck che mangia la sua gamba destra prima che li uccida e fugga. Teme di aver incontrato la sua partita nell'agente del Graal; Eisenstein, ma uccide con successo lui, la sua guardia del corpo cannibale e il cane della guardia del corpo, anche se non prima che mastica i suoi genitali. Durante tutte queste ferite, il suo unico commento dopo che si sono verificati è sempre "Ah ... Merda", comprese le sue ultime parole dopo essere stato ucciso da Tulip durante il combattimento di Custer / Cassidy.
Nel 2009, Herr Starr è stato classificato come il 66º miglior cattivo dei fumetti di tutti i tempi Da Ign.
Nella serie televisiva AMC Preacher, un uomo che assomiglia a Herr Starr (accreditato come Man In White Suit) fa un cameo nel terzo episodio, interpretato da Morse Bicknell. Starr appare nella stagione 2 come il cattivo principale, venendo interpretato da Pip Torrens.

## Santo degli Assassini
Il Santo degli Assassini (Saint of Killers) è uno spietato pistolero del vecchio West trasformato dal Diavolo nello spietato Angelo della Morte. Gli è stata dedicata una miniserie di 4 numeri.
Nella serie televisiva è interpretato da Graham McTavish e doppiato in italiano da Paolo Sesana.
Il Santo un tempo era un soldato confederato durante la Guerra di secessione americana, distintosi per la sua ferocia in battaglia. Dopo la guerra divenne un pistolero e cacciatore di taglie, fino a quando non salvò una donna della quale si innamorò. Lei riuscì a fare breccia nel suo cuore così che lui smise la sua vita di violenza e i due si sposarono ed ebbero una figlia. Un giorno la moglie e la figlia si ammalarono e il Santo raggiunse la città per comprare le medicine necessarie. Sulla strada del ritorno fu rallentato da una banda di fuorilegge e quando ritornò a casa le due erano già morte. Furioso con i banditi, massacrò quasi tutta la banda, finendo i proiettili proprio prima di uccidere il capo, il quale, a sua volta, lo uccise.
Da morto l'Angelo della Morte gli offrì il suo ruolo, proponendogli di tornare sulla Terra per raccogliere le anime delle persone decedute di morte violenta.
Il Santo normalmente dorme in una bara nel cimitero di Boot's Hill. Venne risvegliato da due angeli affinché ritrovasse e uccidesse Jesse Custer, il quale si era accidentalmente fuso con Genesis, l'ibrido nato dall'accoppiamento di un angelo e di una diavolessa dotato della stessa potenza di Dio.
Durante la serie, grazie a Genesis scopre la verità sul suo passato. Viene a sapere che Dio aveva manipolato gli eventi per far sì che lui cedesse all'ira diventando il nuovo Angelo della Morte. Decide così di risparmiare Custer e vendicarsi dell'Onnipotente. Nel finale della serie, quando Dio ritornerà al Paradiso, troverà le schiere degli angeli trucidate e il Santo seduto sul suo Trono. Nonostante i tentativi di Dio di dissuaderlo, il Santo lo ucciderà sparandogli in mezzo agli occhi con una delle sue pistole, dopo di che siederà a riposare sul trono.
Il Santo degli Assassini è decisamente difficile da ferire, anche colpirlo con un missile nucleare non ha causato alcun danno né a lui né ai suoi vestiti. Ha dimostrato anche di essere in grado di resistere all'impatto con un camion lanciato a tutta velocità senza batter ciglio. Le sue pistole sono due Colt Walker forgiate dal Diavolo in persona con il metallo della spada fiammeggiante dell'Angelo della Morte. Le due armi non si scaricano mai e con esse il Santo colpisce sempre il suo bersaglio anche perforando gli oggetti che si trovano sulla traiettoria. Le sue armi infliggono sempre lesioni mortali, indipendentemente dalla natura della vittima (tra cui angeli e demoni). Anche Dio e il Diavolo non sono immuni ai suoi proiettili (l'unico ad essere sopravvissuto ad un suo colpo è stato Cassidy, che però tecnicamente non è un essere vivente bensì un non-morto, anche se Garth Ennis successivamente ammise che questo è stato un errore tecnico). Chiunque sia in possesso di una delle pistole può vedere gli spiriti delle tante persone che il Santo ha ucciso.